# Jhonny González
Jhonny González Vera (* 15. September 1981 in Pachuca de Soto) ist ein mexikanischer Profiboxer, ehemaliger WBO-Weltmeister im Bantamgewicht und zweifacher WBC-Weltmeister im Federgewicht.

## Boxkarriere
Jhonny González ist der Sohn eines ehemaligen Profiboxers, begann im Alter von zwölf Jahren selbst mit dem Boxen, siegte in 164 von 178 Amateurkämpfen und gewann dreimal die Mexikanischen Meisterschaften. Seit 1999 boxt er als Profi.
Er verlor seine ersten beiden Profikämpfe nach Punkten, gewann jedoch anschließend 13 Kämpfe in Folge und besiegte dabei auch den zweifachen WM-Herausforderer Julio César Ávila durch K. o. in der ersten Runde. Am 26. Oktober 2001 gewann er im kalifornischen Temecula den Nordamerikanischen Meistertitel der NABF im Bantamgewicht durch K. o.-Sieg gegen Ablorh Sowah.
Im Februar 2002 verlor er nach Punkten gegen seinen Landsmann Ricardo Vargas, dem er auch im Rückkampf zwei Monate später unterlag. Dafür gewann er seine nächsten 19 Duelle, davon 16 vorzeitig. Dabei besiegte er auch den ungeschlagenen Roger González (23-0), Alejandro Montiel (49-5), Ex-IBF-Weltmeister Francisco Tejedor, Gabriel Elizondo (17-0) und Ex-WBO-Weltmeister Adonis Rivas.
Diese zahlreichen Erfolge brachten ihm am 29. Oktober 2005 in Tucson, Arizona, eine WM-Chance im Bantamgewicht gegen WBO-Weltmeister Ratanachai Sor Vorapin (65-8) aus Thailand (Jedoch gehörte die WBO damals noch nicht zu den bedeutenden Verbänden.). González hatte seinen Gegner dreimal am Boden und gewann durch K. o. in der siebenten Runde. Am 25. Februar 2006 besiegte er den ehemaligen IBF- und WBO-Weltmeister Marc Johnson (44-4) durch K. o. in der achten Runde und verteidigte seinen Titel am 27. Mai 2006 durch Punktesieg gegen den mehrfachen WBO- und WBC-Weltmeister Fernando Montiel (33-1).
Nach seinem anschließenden Wechsel ins Superbantamgewicht, boxte er am 16. September 2006 in Las Vegas um die WBC-Weltmeisterschaft gegen Israel Vázquez (40-3). González hatte seinen Gegner in den Runden 4 und 6 am Boden, musste jedoch selbst in den Runden 7 und 10 Niederschläge hinnehmen. Schließlich warf seine Ringecke das Handtuch, Vázquez wurde zum Sieger durch t.K.o. erklärt.
Anschließend wechselte er zurück ins Bantamgewicht und gewann gleich in seinem nächsten Kampf am 30. März 2007 in Tucson, den WBO-Titel zurück. Er hatte sich dabei durch K. o.-Sieg gegen den Kolumbianer Irene Pacheco (33-1) durchgesetzt. Doch in seiner ersten Titelverteidigung am 11. August 2007 in Sacramento, verlor er nach Punkten führend, durch K. o. in der siebenten Runde gegen Gerry Peñalosa (51-6).
Anschließend gewann er wieder sechs Kämpfe in Folge, darunter auch gegen den Ex-IBF-Weltmeister Mauricio Pastrana (34-8). Am 23. Mai 2009 versuchte er sich in Mexiko erneut den WBC-WM-Gürtel im Superbantamgewicht zu sichern, unterlag jedoch dem Japaner Toshiaki Nishioka (33-4) durch t.K.o. in der dritten Runde. Nach diesem Kampf stieg er ins Federgewicht auf.
Sein erster Gegner dieser Gewichtsklasse wurde der Kolumbianer José Francisco Mendoza (21-3), den er durch K. o. in der ersten Runde bezwang. Durch weitere Siege, unter anderem gegen Antonio Larell Davis (26-5) und Jackson Asiku (26-3), erhielt er eine WBC-WM-Chance gegen Hozumi Hasegawa (29-3). Diesen Kampf, der am 8. April 2011 in Kōbe stattfand, gewann González durch K. o. in der vierten Runde. Bis April 2012 verteidigte er seinen WM-Titel gegen Tomas Villa, Rogers Mtagwa, Roinet Caballero und Elio Rojas.
Am 15. September 2012 boxte er in seiner fünften Titelverteidigung in Las Vegas gegen Daniel Ponce de León (43-4). Der Kampf wurde in der achten Runde abgebrochen, nachdem González durch einen unabsichtlichen Kopfstoß durch Ponce de León eine Cutverletzung davontrug. Daraufhin kam es zur Auswertung der Punktezettel, auf denen zu diesem Zeitpunkt Daniel Ponce de León in Führung lag und damit zum neuen Weltmeister erklärt wurde. Ausschlaggebend dafür war nicht zuletzt auch ein Niederschlag von González in der sechsten Runde.
Nach zwei folgenden Aufbausiegen, kämpfte er am 24. August 2013 in Kalifornien erneut um den WBC-Titel. Dabei besiegte er den aktuellen Titelträger Abner Mares (26-0) durch K. o. in der ersten Runde. Im Mai 2014 besiegte er den ungeschlagenen Clive Atwell (12-0). Im Oktober 2014 folgte ein t.K.o.-Sieg in der elften Runde gegen Jorge Arce (64-7).
Am 28. März 2015 verlor er durch t.K.o. in der vierten Runde gegen Gary Russell junior (25-1).

## Privatleben
González ist seit 2015 mit der ehemaligen Wrestlerin Dulce Maria García Rivas, besser bekannt als Sexy Star, verheiratet.